# 瓦尔塞-辛德尔堡
瓦尔塞-辛德尔堡是奥地利下奥地利州阿姆施泰滕县的一个市镇。总面积25.93平方公里，总人口2121人，人口密度81.8人/平方公里（2005年）。